# Чемпионат Израиля по шахматам 2001
26-й чемпионат Израиля по шахматам проходил с 9 по 17 апреля 2001 года в Тель-Авиве.
- Открытое первенство Израиля
- 128 участников

1-2 Евгений Постный, Алон Гринфельд — 7 из 9.
Между победителями были сыграны короткие партии, в которых Евгений Постный набрал больше количество очков и он был объявлен победителем турнира.
3-12 Эрик Ван ден Дул (Нидерланды), Хармен Джонкман (Нидерланды), Д. Цифрони, Б. Аврух, А. Хузман, М. Цейтлин, Б. Канцлер, Й. Грюнфельд, Ф.Дутлинг (Германия), З.Геймеши (Венгрия) — 6½ из 9.